# Taggart
Taggart var en skotsk kriminalserie för TV. Mark McManus (1935–1994) spelade titelrollen Jim Taggart, men gick bort mitt i inspelningen av ett avsnitt då serien hade gått i elva år. Serien behöll dock även fortsättningsvis sitt namn. Den är en av världens längsta kriminalserier någonsin.  och firade 25-årsjubileum 2008, pilotavsnittet Killer sändes 1983.
Serien utspelade sig i och omkring Glasgow och skildrade arbetet på Strathclyde-polisens mordrotel på polisstationen Maryhill. Serien producerades av skotska STV för brittiska ITV.
I maj 2011 beslöt ITV att inte beställa någon ytterligare säsong av STV, då antalet tittare sjunkit till under 4 miljoner. STV upphörde med serien 2010; sista avsnittet blev nr 109, "The End of Justice", som sändes första gången 7 november 2010.

## Rollfigurer

### Sista avsnitten
- Alex Norton som kommissarie Matt Burke (2002–)
- Blythe Duff - tidigare polisassistent, nu polisinspektör Jackie Reid (1990–)
- John Michie som poliskommissarie Robbie Ross (1998–)

### Tidigare
- Mark McManus som kommissarie Jim Taggart (1983–1995)
- Harriet Buchan som Jean Taggart (1983–1995)
- Alister Duncan som polisinspektör Peter Livingstone (1983–1987)
- James MacPherson som polisinspektör, senare kommissarie Michael Jardine (1987–2002)
- Robert Robertson som Dr Andrew Stephens (patolog) (1983–2000)
- Iain Anders som polisintendent Jack "The Biscuit" McVitie (1985–1998)
- Gray O'Brien som polisassistent Rob Gibson (1994–1995)
- Colin McCredie som polisassistent Stuart Fraser (1995–2010)
- Katrina Bryan som rättspatolog Ellis Sinclair (2008–2009)